# Olivier Gourmet
Olivier Gourmet (* 22. února 1963, Namur, Belgie) je belgický herec.

## Kariéra
V roce 1990 se poprvé objevil na televizní obrazovce, jedním z prvních filmů, ve kterých se objevil, byla Hostel Party. K nejúspěšnějším filmům, ve kterých se objevil, patří například Slib z roku 1996, Rosetta z roku 1999, Čti mi ze rtů (v hlavní roli s Vincentem Casselem) z roku 2001, Le Pont des Arts z roku 2004, Dítě z roku 2005, dále také Le Couperet z téhož roku nebo z nejnovějších filmů pak Veřejný nepřítel č. 1:Epilog (opět s Vincentem Casselem), Mlčení Lorny nebo Altiplano. Objevil se i například ve filmu Zkáza zámku Herm s Gaspardem Ullielem a Tchéky Karyem.
V roce 2002 obdržel cenu pro nejlepší herecký výkon za film Syn na filmovém festivalu v Cannes.